# Татев, Фёдор Андреевич
Князь Фёдор Андреевич Татев (ум. 1620) — рында, голова и воевода во времена правления Фёдора Ивановича, Бориса Годунова, Смутное время и правление Михаила Фёдоровича.
Из княжеского рода Татевых. Третий сын князя Андрея Ивановича Татева. Имел братьев, князей Юрия, Ивана и Семёна Андреевичей.

## Биография
Упомянут дворовым сыном боярским. В ноябре 1586 года рында с государевой сулицей в Новгородском походе против шведов. В 1597 году первый воевода в Данкове. В 1598 году тринадцатый голова и есаул в Государевом полку в походе в Серпухов по "крымским вестям". В 1599-1600 годах первый объезчик в Москве от Мясницкой улицы до Яузы. В 1601 году первый воевода в Осколе. В этом же году упомянут вторым воеводой Большого полка в Мценске. В 1603-1605 годах первый воевода в Сибири в Берёзове, куда была направлена царская грамота о бережении князя Михаила Алачева и его людей от нападения пелымских остяков.
В 1606 году показан в московских дворянах. В мае этого же года на свадьбе Лжедмитрия I с Мариной Мнишек был первым в свадебном поезде. В 1608 году упомянут головою на заставе. В 1611-1612 годах воевода на Двине. В 1617-1618 годах первый воевода Передового полка окраинных войск в Мценске.
Умер в 1620 году. Погребён в Троице-Сергиевом монастыре.

## Семья
От брака с княжной Улитой  (1590?-1624) имел детей:
- Князь Татев Иван Фёдорович — стольник, московский дворянин, погиб в 1634 году под Можайском.